# 井野川潔
井野川 潔（いのかわ きよし、1909年5月15日 - 1995年12月21日）は、日本の教育運動家。本名は早船斌男(よしお)。妻は早船ちよ。

## 来歴
埼玉県川口市出身。埼玉師範学校卒業。小学校教師となる。
1931年退職し、郷土社で『綴方生活』などを編集。新興教育研究所に属し左翼教育運動を行い、弾圧を受ける。
1934年早船ちよと結婚、共に浦和市（現・さいたま市）で児童文化運動にかかわる。
戦時中科学工業新聞社、朝日映画社に勤務。
戦後は教育運動史研究会を運営、新作家協会・児童文化の会の創立に参画し、『新作家』『子ども世界』などを主宰した。また、『新興教育』『綴方生活』の復刻や出版に努めた。1977年生活綴方研究会を創設、教育運動史研究の隆盛に貢献した。

## 著書
- 『世界の産業革命』福村書店 1955 少年少女文庫
- 『紡績・蒸気機関 産業革命から原子力へ 1』福村書店 1957
- 『アインシュタイン 現代科学の父』滝平二郎絵 岩崎書店 1958 少国民の偉人物語文庫
- 『汽車・鉄鋼 産業革命から原子力へ2』福村書店 1958
- 『私たちの将来・私たちの職業 20 化学工業』三十書房 1959
- 『論争・教育運動史』草土文化 1981
- 『物語教師の歴史』あゆみ出版 1982
- 『技術の歴史 産業革命から原子力へ』全5巻 けやき書房 1984
- 『クルップ 鉄鋼 井野川潔の技術の歴史 産業革命から原子力へ』けやき書房 1987

## 共編著
- 『いろいろの産物』編 三十書房 1960 おはなし日本
- 『あたらしい児童文学の創造』早船ちよ共編 評論社 1969
- 『嵐の中の教育 1930年代の教育運動』森谷清、柿沼肇共編 1971 新日本選書 新日本出版社
- 『いばらの道をふみこえて 治安維持法と教育』大槻健、寒川道夫共編 民衆社 1976

## 追悼文集
- 『井野川潔教育と文学に生きる 早船ちよとともに』井野川潔遺稿・追悼集刊行委員会 1998

## 参考
- デジタル版日本人名大事典:「井野川潔 いのかわ きよし」
- 関口安義『キューポラのある街 評伝早船ちよ』新日本出版社 2006